# Corynoptera bicuspidata
Corynoptera bicuspidata är en tvåvingeart som först beskrevs av Franz Lengersdorf 1926.  Corynoptera bicuspidata ingår i släktet Corynoptera och familjen sorgmyggor.
Artens utbredningsområde är Österrike. Arten är reproducerande i Sverige. Inga underarter finns listade i Catalogue of Life.